# Exceptio doli
Die Exceptio doli (Arglisteinrede; dolus = Schaden) bezeichnet im römischen Privatrecht die wichtigste prozessuale Einrede des römischen Gerichtsalltags. Gegenstand war das Beklagtenvorbringen der Arglist (auch: Arglisteinrede).
Zurückgeführt wird die exceptio auf den spätrepublikanischen Juristen C. Aquilius Gallus, der sie im Sachzusammenhang mit der actio de dolo (Klage wegen arglistiger Schädigung) entwickelt hatte. Voraussetzung war in der Frühphase des Rechtsinstituts, dass eine schadensstiftende, absichtliche Täuschungshandlung (aliud simulatum, aliud actum) vorgenommen wurde, die etwas tatsächlich nicht Gewolltes stützte. Aufgrund dieser Täuschung ging der Verhandlungspartner eine Verbindlichkeit ein. In der späteren Zeit wurden unter den Tatbestand alle Fälle treuwidriger Schädigungen (negotia turpia) subsumiert, was zur deutlichen Ausweitung des Anwendungsbereiches der Einrede führte.
Unterschieden wurden zwei Anwendungsfelder der Einwandserhebung gegen rechtsmissbräuchliches Handeln: Einerseits konnte mit der exceptio doli vorgebracht werden, dass der Kläger bei Entstehung des klagebegründenden Rechtsverhältnisses arglistig gehandelt habe (exceptio doli praeteritis oder specialis). Andererseits fand sie Anwendung, wenn die klageweise Geltendmachung eines Anspruchs selbst ein arglistiges (treuwidriges) Handeln darstellte (exceptio doli praesentis oder generalis). Die erst im Prozess geltend gemachte Einrede diente der Durchbrechung formalen Rechts, denn das Rechtsverhältnis selbst wurde nicht angegriffen. Erst die gerichtliche Geltendmachung stellte nach Auffassung des Beklagten einen Verstoß gegen Treu und Glauben (bona fides) dar.
Einen weiteren Unterfall der exceptio doli ist die exceptio non numeratae pecuniae (Einrede der unterlassenen Auszahlung).

## Fernwirkung
Die Arglisteinrede stellt im deutschen Deliktsrecht gemäß § 853 BGB noch heute einen Fall der unzulässigen Rechtsausübung dar, insbesondere aufgrund sittenwidriger vorsätzlicher Schädigung im Sinne des § 826 BGB. Sie hat weiterhin Bedeutung im Rahmen des § 138 BGB und im Treu- und Glaubensgrundsatz des § 242 BGB (venire contra factum proprium).
Das Schweizer Recht normiert die unzulässige Rechtsausübung in Art. 2 Abs. 2 ZGB, das österreichische Zivilrecht in § 1295 Abs. 2 ABGB.